# Total expense ratio
Il total expense ratio o indice di spesa complessiva (TER) è una misura complessiva dei costi di gestione di un fondo di investimento. Il TER si calcola dividendo il costo totale di un fondo comune di investimento per il valore medio del fondo in un periodo di tempo, solitamente un anno. I costi totali comprendono tutti i costi, esclusi i costi di transazione sostenuti dall'istituto gestore del portafoglio di investimenti sottostante, che sono imputati agli utili durante il periodo di riferimento. Il rapporto si riferisce ai costi trasferiti agli investitori storici. I costi per gli investitori che entrano o escono dal fondo sono coperti da mark-up e mark-down, noti anche con il termine inglese swing.